# 河口乡 (远安县)
河口乡，是中华人民共和国湖北省宜昌市远安县下辖的一个乡镇级行政单位。

## 行政区划
河口乡下辖以下地区：
河口社区、河口村、双坪村、落星村、刘青村、江范村、张桥村、樟树村、黄竹村、朝阳村、巩裕村、金竹村和漳沐村。